# Katia Ippaso

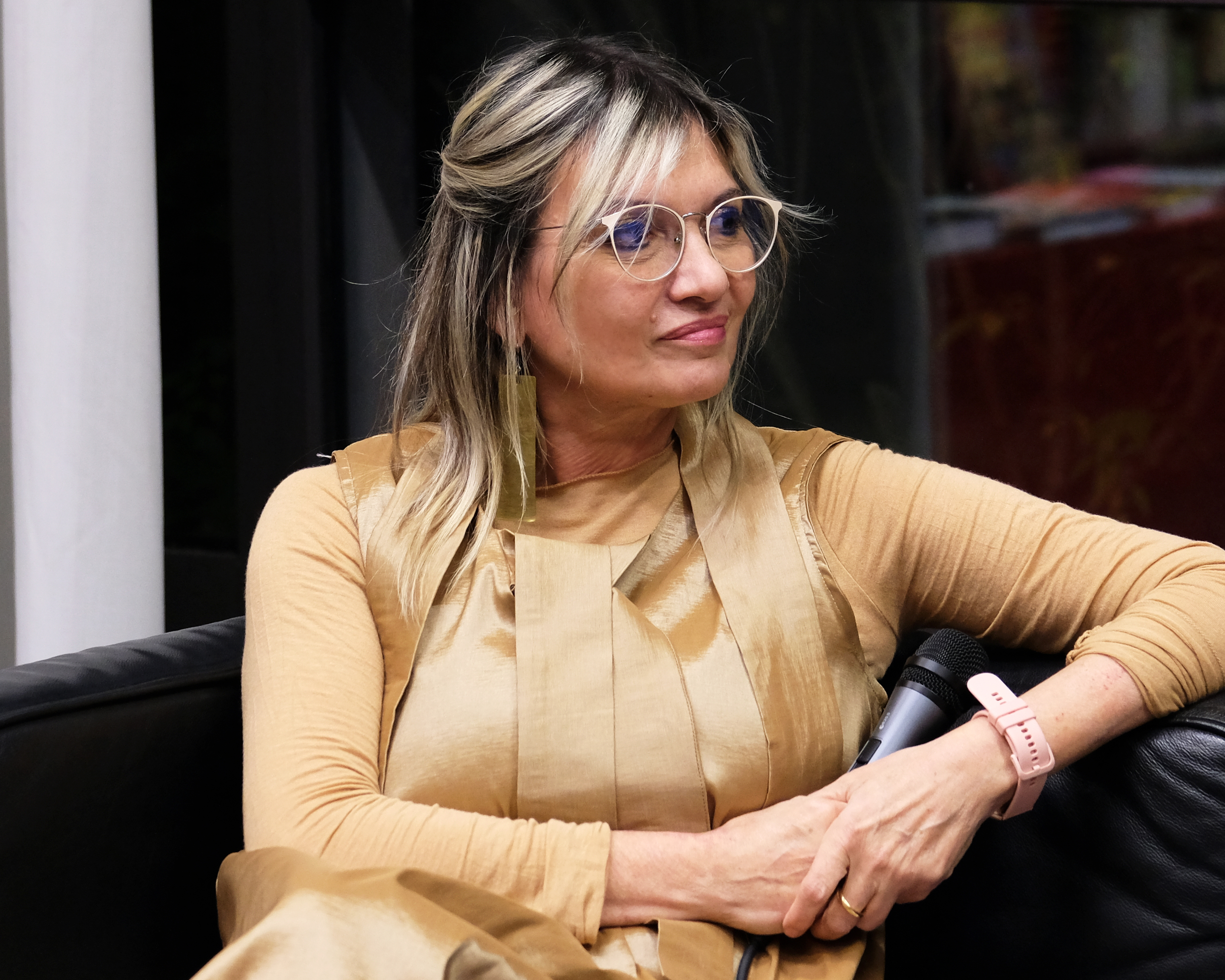
Katia Ippaso (2024)

Katia Ippaso (Trapani, 29 giugno 1964) è una giornalista e scrittrice italiana.

## Biografia
Giornalista e scrittrice, vive a Roma. Ha lavorato per vari giornali italiani, tra cui L'Unità, Rinascita e Liberazione. Firma la rubrica Visioni per Nuova Ecologia, collaborando poi con Lettera 22 e Hystrio. Per l'ente teatrale italiano ha diretto i periodici La Critica e Etinforma. È autrice di una serie di documentari che raccontano i grandi attori del cinema italiano (Anna Magnani, Ugo Tognazzi, Totò), trasmessi tutti su Sy Cinema. Nel marzo 2008 è uscito il suo primo romanzo, Nell'ora che è d'oro, ambientato a New York. Con Editoria e Spettacolo ha pubblicato Le voci di Santiago (volume di recensioni e interviste sul confronto tra il teatro cileno e il teatro italiano), Io sono un'attrice - I teatri di Roberto Latini  e Amleto a Gerusalemme (reportage dalla Palestina sul progetto "Tam - Strumenti di Pace").
Come drammaturga,  ha scritto alcuni atti unici centrati sul tema della famiglia e della violenza, tra cui il dramma Controfigura, scritto a quattro mani con Giordano Raggi. Alla fine del 2009 crea un'alleanza artistica con Cinzia Villari: scelgono come nome Le Onde, dal romanzo di Virginia Woolf. Le due scrittrici stanno lavorando ad una trilogia teatrale sul Giappone contemporaneo: il primo movimento, già in corso d'opera, si intitola Doll is Mine. È socia fondatrice dell'associazione Filomena, la rete delle donne.

## Opere
- Nell'ora che è d'oro, Giulio Perrone, 2008
- Le voci di Santiago. Dall'Italia al Cile lungo la rotta del teatro, Etimpresa, 2008
- Io sono un'attrice. I teatri di Roberto Latini, Editoria & Spettacolo, 2009
- Amleto a Gerusalemme, Editoria & Spettacolo, 2009
- L'isola che c'era: grandi maestri al Teatro Ateneo (1980-1995), Editoria & spettacolo, 2019, ISBN 9788832068054

## Premi e riconoscimenti
- 2005 - Premio New York Tv Film Festival - speciale su Fahrenheit 9/11 di Michael Moore, realizzato con Gabriele Acerbo.